# ناحیه کلم لیک، میشیگان
ناحیه کلم لیک (به انگلیسی: Clam Lake Township) یک منطقهٔ مسکونی در ایالات متحده آمریکا است که در شهرستان وکسفورد، میشیگان واقع شده‌است.
 ناحیه کلم لیک ۸۰٫۶ کیلومتر مربع مساحت و ۲٬۲۳۸ نفر جمعیت دارد و ۴۴۰ متر بالاتر از سطح دریا واقع شده‌است.